# Flydende og krystalliseret intelligens
I psykologi, er flydende og krystalliseret intelligens (henholdsvis forkortet Gf og Gc) faktorer af almen intelligens, som oprindeligt blev udpeget af Raymond Cattell. Begreberne flydende og krystalliseret intelligens blev yderligere udviklet af Cattells elev, John L. Horn.
Flydende intelligens, eller flydende ræsonnement er evnen til at tænke logisk og løse problemer i nye situationer, der er uafhængige af erhvervet viden. Det er evnen til at analysere nye problemer, identificere mønstre og relationer, der ligger til grund for disse problemer og ekstrapolation af disse ved hjælp af logik. Det er nødvendigt for al logisk problemløsning, fx i videnskabelige, matematiske og teknisk problemløsning. Flydende ræsonnement omfatter induktiv ræsonnement og deduktiv ræsonnement.
Krystalliseret intelligens er evnen til at bruge færdigheder, viden og erfaring. Dette er ikke ensbetydende med hukommelsen, men den er afhængig af adgang til oplysninger fra langtidshukommelsen. Krystalliseret intelligens er levetiden af intellektuel præstation, som påvist i vid udstrækning gennem ens ordforråd og almen viden. Denne forbedres med alderen, da erfaringer har tendens til at udvide et individs viden.
Udtrykkene er noget misvisende, fordi det ikke er en "krystalliseret" form af den anden. Snarere er det ment, at være adskilte neurale og mentale systemer. Krystalliseret intelligens er indikeret af en persons dybde og bredde af generel viden, ordforråd, og evnen til, at ræsonnere at bruge ord og tal. Det er produktet af uddannelsesmæssige og kulturelle erfaringer i samspil med flydende intelligens. Flydende og krystalliseret intelligens er således korreleret med hinanden, og de fleste IQ-tests forsøger at måle begge sorter. Foreksempel måler Wechsler Adult Intelligence Scale (WAIS) flydende intelligens på en præstationskala og krystalliseret intelligens på testens verbale skala. Den samlede IQ-scorer er baseret på en kombination af disse to skalaer.

## Historie
Flydende og krystalliseret intelligens blev oprindeligt identificeret af Raymond Cattell. Begreberne flydende og krystalliseret intelligens blev yderligere udviklet af Cattells elev, John L. Horn. Via Cattell og Horns publikationer, har begreberne flydende og krystalliseret intelligens blevet så indgroet i begrebet intelligens, så de ikke længere rutinemæssigt tilskrives Cattell eller Horn - tilsvarende med Cattells "scree plot"  blev rodfæstet i praksissen af faktoranalyse, eller Freuds begreb omkring det underbevidste er rodfæstet i psykologi og i offentlighedens opfattelse af sindet.

## Teoretisk udvikling
Flydende og krystalliseret intelligens er diskrete faktorer af generel intelligens, eller g. Selvom formelt anerkendt af Cattell blev forskellen overskygget af Charles Spearman, som oprindelig udviklede teorien om g og lavede en tilsvarende observation om forskellen på intelligens via uddannelse og reproduktive mentale evner.
Ifølge Cattell: "... Er det klart, at en af disse beføjelser ... har den »flydende« kvalitet af at være orienterebare til næsten ethvert problem. Derimod er den anden placeret i bestemte områder af krystalliseret færdigheder, som kan blive forstyrret individuelt uden påvirker de andre." Således var hans påstand, at hver type, eller faktor, var uafhængig af den anden, selv om mange forfattere har bemærket en tilsyneladende indbyrdes afhængighed af de to.

### Flydende versus krystalliseret
Flydende intelligens omfatter sådanne evner såsom mønstergenkendelse, abstrakt ræsonnement og problemløsning. Beviser er i overensstemmelse med det synspunkt, at Gf er mere påvirket af hjerneskader.
Underskud i flydende intelligens findes på nogle målinger i personer med autismespektrumforstyrrelser, herunder Aspergers syndrom, hvorimod forbedret ydeevne på andre opgaver som måler flydende intelligens er fundet i denne population.
Krystalliseret intelligens er muligvis mere modtagelig for at ændringer, da den bygger på erhvervet viden. Når ny fakta er lært, er et individs viden udvidet. Ordforrådstest og den verbale subskala af WAIS betragtes som gode foranstaltninger af Gc. Krystalliseret intelligens vedrører studiet af aldring. Nogen forskere hævder dertil også, at krystalliseret intelligens også falder med alderen. I livet kan viden, der ikke bruges blive glemt. Primært mener psykologen Belsky, at der er mindst et alders-tidspunkt hvor maksimalt krystalliseret intelligens topper, hvorefter hastigheden hvor viden glemmes overstiger den hastighed, hvormed viden erhverves.
Ikke overraskende, har folk med en høj kapacitet på Gf tendens til at erhverve mere Gc viden og på hurtigere satser. Processen med at erhverve faktuel viden kaldes "kognitiv investering."
Nogle forskere har knyttet teorien om flydende og krystalliseret intelligens til Piagets opfattelse af operativ intelligens og læring. Flydende evne og Piagets operativ intelligens vedrører både logisk tænkning og undervisning af relationer. Krystalliseret evne og Piagets behandling af hverdagens læring afspejler erfaring. Ligesom flydende evnes relation til krystalliseret intelligens, er Piagets operation anses for at være forud for, og i sidste ende er grundlaget for, dagligdags læring.

### Faktorstruktur
Flydende intelligens korrelerer generelt med foranstaltninger af abstrakt tænkning og opgaveløsning. Krystalliseret intelligens hænger sammen med evner, der er afhængige af viden og erfaring, som f.eks ordforråd, generel information og analogier. Paul Kline identificerede en række faktorer, der delte en korrelation på mindst r = .60 med Gf og Gc. Faktorer med median ladninger større end 0,6 på Gf inkludere induktion, visualisering, kvantitativ ræsonnement, og idemæssig-flydended. Faktorer med medianbelastninger på over 0,6 på Gc inkludere verbale evner, sproglig udvikling, læseforståelse, sekventiel argumentation, og generel information. Det kan foreslås, at test af intelligens ikke kan være i stand til virkelig afspejler niveauet af flydende intelligens. Nogle forfattere har foreslået, at medmindre et individ var virkelig interesseret i problemet præsenteret, vil det kognitive arbejde, der kræves, ikke udføres på grund af manglende interesse. Disse forfattere hævder, at en lav score på tests, der er beregnet til at måle flydende intelligens mere afspejler en manglende interesse for de opgaver, snarere end manglende evne til at udføre opgaverne med succes.

## Udvikling og fysiologi
Flydende intelligens, ligesom reaktionstid, topper typisk i starten af voksenlivet og falder støt derefter. Dette fald kan være relateret til lokal atrofi af hjernen i det højre cerebellum. Andre forskere har foreslået, at en mangel på træning, sammen med aldersrelaterede ændringer i hjernen kan bidrage til tilbagegangen. Krystalliseret intelligens stiger typisk gradvist, forbliver relativt stabile over det meste af voksenalderen, og derefter begynder at falde efter 65 år. Den nøjagtige alder for højdepunktet af kognitive færdigheder er stadig usikkert, det afhænger af målingsmetoden samt på undersøgelsesdesignet. Tværsnitsdata viser typisk en tidligere begyndelse på kognitiv tilbagegang sammenlignet med langsgående data. Førstnævnte kan forveksles grundet kohorte effekter, mens sidstnævnte kan have et testbias på grund af test-tagernes erfaringer tidligere.
Arbejdshukommelsens kapacitet er tæt relateret til flydende intelligens, og er blevet foreslået til at være grunden til individuelle forskelle i Gf.